# Enric Marco
Enric Marco (ur. 12 kwietnia 1921 w Barcelonie, zm. 21 maja 2022) – hiszpański robotnik, działacz związkowy, który przez prawie 30 lat podawał się za byłego więźnia hitlerowskich obozów koncentracyjnych.

## Życiorys
Pracował jako mechanik, w latach 1978-1980 był sekretarzem generalnym Krajowej Konfederacji Pracy (Confederación Nacional del Trabajo), anarchistycznej organizacji związkowej.
Od 1978 twierdził, że podczas II wojny światowej trafił do obozu koncentracyjnego we Flossenbürgu. Wcześniej zaś jako anarchista uciec miał do Francji po klęsce strony republikańskiej w hiszpańskiej wojnie domowej i miał być aresztowany w Marsylii w roku 1941.
Wielokrotnie występował publicznie. W styczniu 2005 w Międzynarodowym Dniu Pamięci o Ofiarach Holokaustu wygłosił poruszające przemówienie w hiszpańskim parlamencie. Wcześniej, w 2001 otrzymał kataloński order, Krzyż świętego Jerzego, a w 2003 został prezesem głównej hiszpańskiej organizacji skupiającej byłych więźniów, Amical de Mauthausen.
Oszustwo odkrył hiszpański historyk, Benito Bermejo, który spotkawszy Marco w roku 2005 na konferencji, zwrócił uwagę na jego przypadek. Wątpliwości wzbudziła informacja o pobycie Marco we Flossenbürgu, co jak na hiszpańskiego więźnia było miejscem nietypowym. Również Marsylia jako miejsce aresztowania wydawała się nietypowa, bo nie była w 1941 okupowana przez Niemcy.
Publiczne oskarżenie sprawiło, że Marco przyznał się hiszpańskiej telewizji do oszustwa i stwierdził, że dzięki temu zwrócił na siebie uwagę.
Według późniejszych ustaleń na podstawie archiwów hiszpańskiego ministerstwa spraw zagranicznych Marco podczas II wojny światowej rzeczywiście był w Niemczech. Wyjechał tam jednak do pracy jako ochotnik, chcąc uniknąć obowiązkowej służby wojskowej. Był przez jakiś czas aresztowany w Kilonii, gdzie pracował w stoczni, ale nigdy nie trafił do obozu.
Hiszpański pisarz Javier Cercas poświęcił swoją książkę Oszust przypadkowi Enrica Marco.